# 连沪争霸
连沪争霸指中国足球中上海申花与大连万达/实德之间的竞争，连沪争霸是甲A联赛年代决定冠军归属的主要因素，同时也被广泛视为这一时期中国足球联赛水平的代表。

## 概述
上海申花和大连万达都是中国足球联赛职业化开始就始终处于顶级联赛的球队。1994年至2003年的十年职业化甲A期间，两支球队共夺得了九次冠军（大连7，申花2）、五次亚军（申花5）、三次季军（大连2，申花1），是联赛总成绩远远领先其它球队的前两名。
虽然大连的联赛成绩在连沪之间胜过申花，但是两队之间的对抗申花却从不落下风。1995年，大连在0-3负于申花后开始了创中国足球纪录的联赛55场不败，结果又在1997年2-4负于申花后终结。每年的联赛、杯赛，连沪相互总战绩始终是打平或者胜负相等，如2002年申花超霸杯一胜一平，大连随即在联赛一胜一平。2003年申花一胜一平，大连又在2004年一胜一平扳回。
2005年，大连以创中国足球联赛纪录的高分夺冠，全年仅输了三场比赛，但是这其中就包括在主客场负于申花，成为连沪争霸历史上第一次出现双杀。2006年开始，大连实德成绩与人员储备都出现了下滑，再无进入联赛三甲的佳绩，2007年以后再未能战胜申花。2011年申花成绩低落时，更是出现了连沪两强同时接近降级区的情况，引发很多关于甲A时期连沪争霸的回忆。
2012年赛季结束后，大连实德俱乐部退出了中超联赛，结束了与上海申花长达十九年的竞争关系。双方最终的相互战绩中，申花21胜14平10负进55球失39球占优，其中联赛申花17胜13平8负进45球失32球。